# 堀親寚
堀 親寚（ほり ちかしげ）は、江戸時代後期の外様大名、信濃飯田藩第10代藩主。伺い譜代として、幕閣に連なり、老中にまで登りつめた。身体強壮、目から鼻に抜けるような傑物で、天保の改革を主導した水野忠邦の右腕として「堀の金壺」「堀の八方睨み」と称された。

## 生涯
第7代藩主堀親長の五男として、1786年に江戸で生まれる。生母は親長の側室であった。第8代藩主親忠（親長の長男）と第9代藩主親民（親長の四男）が相次いで早世したため、1796年に、11歳で家督を相続した。17歳の時、従五位下・大和守に叙任されている。飯田藩きっての名君と言われ、文化6年（1809年）に起きた藩政改革反対一揆も無事に収めた。幕府では、伺い譜代として奏者番、寺社奉行、若年寄、老中などを歴任した。水野忠邦を補佐して天保の改革にあたり、天保14年（1843年）には7000石を加増された。しかし、弘化2年（1845年）の水野忠邦失脚に連座して老中職を御役御免となり、蟄居を命ぜられると同時に加増7000石、本地3000石、計1万石を減封され、1万7000石となっている。弘化3年（1846年）に次男（長男死去）の親義に家督を譲って隠居し、嘉永元年（1848年）に63歳で没した。

## 経歴
- 1786年（天明6年）生まれる
- 1796年（寛政8年）藩家督相続
- 1802年（享和2年）従五位下大和守に叙任される
- 1814年（文化11年）奏者番
- 1826年（文政9年）寺社奉行（12月1日）
- 1828年（文政11年）若年寄（11月25日）
- 1841年（天保12年）側用人（7月1日）
- 1843年（天保14年）老中（12月26日）、7000石加増
- 1845年（弘化2年）老中免（4月29日）、1万石減封（9月2日）
- 1846年（弘化3年）隠居致仕
- 1848年（嘉永元年）死去、享年63

## 系譜
父母
- 堀親長（実父）
- 堀親民（養父） - 親長の四男

正室
- 成姫 - 蜂須賀重喜の娘

子女
- 堀親義（次男）
- 酒井忠顕正室
- 楷、鏗 - 田村邦顕正室
- 水野勝進正室（三女）
- 米津政懿正室
- 遠藤胤城正室
- 米津政饒正室
- 堀原子 - 堀親広正室、堀親義の養女（七女）